# NGC 4203
إن جي سي 4203 (NGC 4203) مجرة عدسية في شمال كوكبة الهلبة. وقد اكتشف في 20 مارس 1787 من قبل الفلكي الإنكليزي وليام هيرشيل، يقع 5.5 درجة إلى الشمال الغربي من النجم مبقدار 4 ويكن رؤيته بتلسكوب صغير.